# Battaglia di Ollantaytambo
La battaglia di Ollantaytambo si svolse nel gennaio del 1537 tra le forze dell'imperatore Inca Manco II ed una spedizione spagnola guidata da Hernando Pizarro, nel corso della conquista dell'impero Inca. Nonostante fosse stato in passato alleato degli spagnoli, Manco II si ribellò nel maggio 1536 portando un assedio ad una guarnigione spagnola stanziata a Cuzco. Alla fine dell'assedio fu organizzata una spedizione contro il quartier generale dell'imperatore, nella città di Ollantaytambo. La spedizione era comandata da Hernando Pizarro, ed era composta da 100 spagnoli e da circa 30 000 ausiliari indigeni, opposti ai circa 30 000 uomini dell'esercito Inca.
L'esatto luogo della battaglia è controverso; secondo John Hemming si svolse all'interno della città, mentre Jean-Pierre Protzen sostiene che la vicina pianura di Mascabamba fosse un luogo più simile alla descrizione della battaglia di cui disponiamo. In ogni caso l'esercito Inca riuscì a bloccare gli spagnoli dall'alto di terrazze inondando il terreno per bloccare la cavalleria. Incapaci di avanzare e duramente pressati, gli spagnoli si ritirarono durante la notte a Cuzco. Nonostante questa vittoria, l'arrivo di rinforzi per gli spagnoli obbligò Manco II ad abbandonare Ollantaytambo, trovando rifugio nella regione boscosa di Vilcabamba, dove sopravvisse uno stato Inca indipendente fino al 1572.

## Preludio

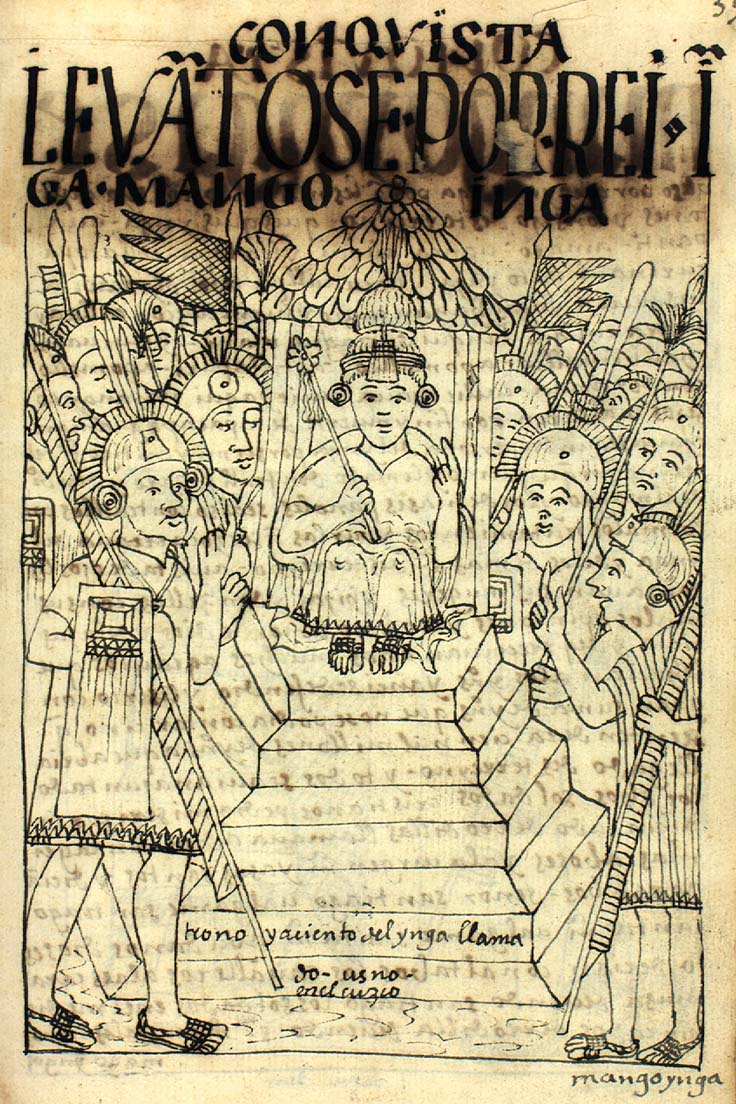
L'incoronazione di Manco II, come viene raffigurata nelle cronache di Guaman Poma

Nel 1531 un gruppo di spagnoli guidati da Francisco Pizarro approdò sulle coste dell'impero Inca, dando il via alla conquista dell'impero. In quel periodo l'impero stava uscendo da una guerra civile in cui Atahualpa aveva sconfitto il fratello Huáscar conquistandosi il titolo di Sapa Inca. Atahualpa sottovalutò la piccola forza degli spagnoli e fu catturato in un'imboscata a Cajamarca nel novembre del 1532. Pizarro ne ordinò l'esecuzione nel luglio del 1533, occupando la capitale Inca Cuzco quattro mesi dopo. Per sostituire Atahualpa, Pizarro nominò il fratello Tupac Huallpa come re fantoccio, ma morì poco dopo. Il suo posto fu preso da un altro fratello, Manco II, che fu incoronato imperatore. In questo periodo l'unica resistenza dei nativi era portata avanti dai generali di Atahualpa, dato che i seguaci di Huascar si unirono a Pizarro contro i propri nemici.
Per qualche tempo Manco II ed i conquistadores mantennero buone relazioni, sconfiggendo insieme i generali di Atahualpa e ristabilendo il controllo Inca su buona parte dell'impero. Manco capì che il vero potere era rimasto in mano agli spagnoli quando la sua casa fu saccheggiata dalla folla spagnola nel 1535, e nessuno fu punito per questo. Dopo questo episodio l'imperatore Inca fu soggetto a continue molestie da parte degli spagnoli che chiedevano oro, gli rubavano le mogli, e lo imprigionarono, tanto da obbligarlo a fuggire da Cuzco per iniziare una rivolta. Nel maggio del 1536 un esercito Inca assedio' Cuzco, controllata da una guarnigione di spagnoli ed ausiliari nativi. I conquistadores erano messi sotto pressione ma riuscirono a resistere ed a contrattaccare, assaltando il quartier generale Inca di Sacsayhuamán. Nel frattempo i generali di Manco occuparono le zone montuose centrali del Peru', annichilendo numerose spedizioni inviate per dare man forte a Cuzco, ma fallendo nel tentativo di conquistare la neonata capitale spagnola di Lima. Come risultato nessuno fu in grado di rompere l'assedio a Cuzco per molti mesi, tanto che la guarnigione spagnola decise di attaccare il quartier generale di Manco ad Ollantaytambo, a circa 70 chilometri a nord-ovest della città.

## Fonti
Le fonti primarie riguardanti la battaglia di Ollantaytambo sono soprattutto di fattura spagnola. Pedro Pizarro, cugino di Francisco Pizarro, fece parte della spedizione contro il quartier generale di Manco II. Anni dopo scrisse le sue memorie di questo e di altri eventi componendo una cronaca chiamata Relación del descubrimiento y conquista de los reinos del Perú, datata al 1571. L'anonimo Relación del sitio del Cuzco y principio de las guerras civiles del Perú hasta la muerte de Diego de Almagro inizia con l'arrivo di Hernando Pizarro a Cuzco nel gennaio del 1536, e termina con l'esecuzione di Diego de Almagro del luglio 1538. Questa cronaca, che comprende un racconto della ribellione di Manco II e dell'attacco di Ollantaytambo, fu scritta nel 1539 probabilmente da Diego de Silva, un soldato spagnolo stanziato a Lima durante la ribellione. Un racconto della battaglia fu anche incluso nello Historia general de los hechos de los Castellanos en las islas y tierra firme del Mar Oceano scritto da Antonio de Herrera y Tordesillas tra il 1610 ed il 1615. Herrera fu il Cronista Mayor de las Indias (Storico-Capo delle Indie) della Corona Spagnola e, mentre scriveva a Madrid, aveva accesso a molti documenti e fonti. Da parte degli Inca, il solo scritto riguardante la battaglia è una parte del Relación de la conquista del Perú y hechos del Inca Manco II scritto nel 1570 da Titu Cusi Yupanqui, figlio dello stesso Manco II.

## La battaglia
L'attacco venne guidato da Hernando Pizarro, il comandante spagnolo più anziano di Cuzco, alla testa di 100 spagnoli (30 fanti, 70 cavalieri) e di un grosso contingente di nativi alleati, stimati in 30 000. Uno dei maggiori vantaggi nei confronti degli Inca fu la cavalleria spagnola, dato che i cavalli fornivano un considerevole vantaggio di forza d'impatto, manovrabilità, velocità, e resistenza. Tutti gli spagnoli indossavano un qualche tipo di armatura, la più comune delle quali era composta da cotta di maglia, pantaloni e veste imbottita, più leggera ed economica rispetto alle armature complete; l'abbigliamento veniva completato da elmi in acciaio e piccoli scudi in ferro o legno. La principale arma offensiva spagnola era la spada in acciaio, che i cavalieri alternavano alla lancia; entrambe le armi erano in grado di penetrare nell'armatura imbottita indossata dalle truppe Inca. Le armi da fuoco, quali archibugi, furono usate raramente durante la conquista dell'impero Inca dato che il loro numero era limitato, erano difficili da usare, e venivano considerate dai cavalieri armi non signorili. Gli alleati nativi furono un'importante arma degli spagnoli, dato che fornivano migliaia di soldati, personale di supporto ed approvvigionamenti. I nativi alleati erano abbigliati come l'esercito Inca. Durante la campagna di Ollantaytambo la spedizione di Pizarro accolse migliaia di nativi, soprattutto Cañari, Chachapoyas e Wanca, così come molti membri della nobiltà Inca che non seguivano Manco II.

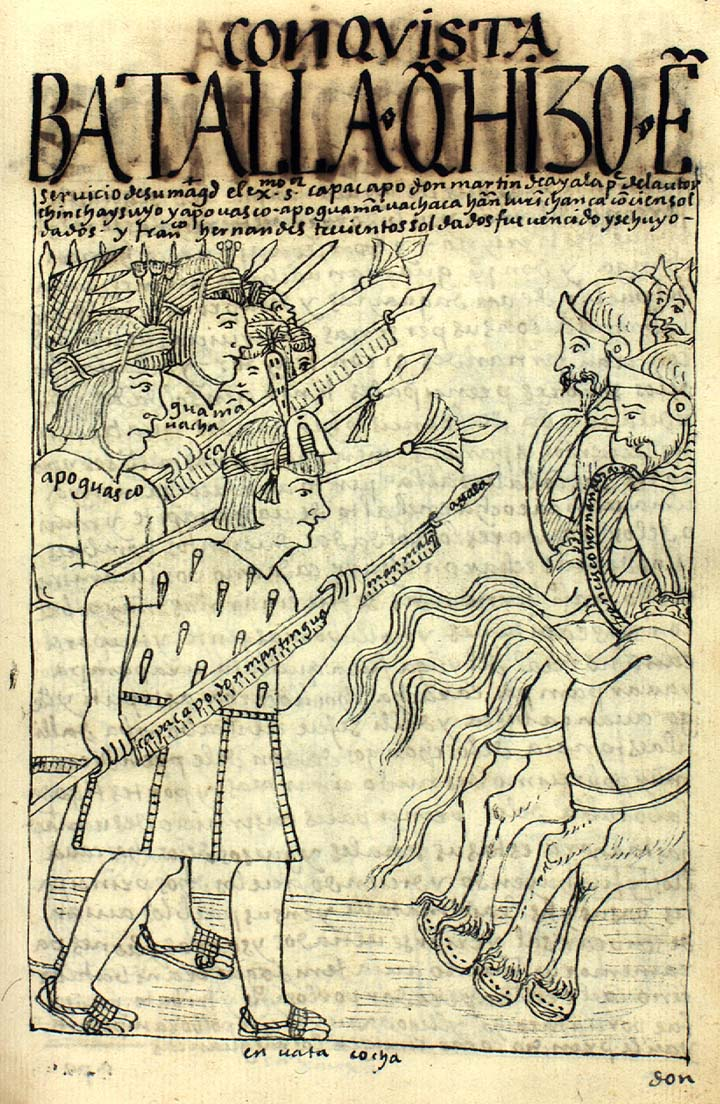
Combattimento tra Inca e spagnoli raffigurato nella cronaca di Guaman Poma

Contro gli spagnoli, Manco II presentò 30 000 uomini ad Ollantaytambo; tra loro vi era un gran numero di guerrieri delle tribù che abitavano l'Amazzonia. Gli uomini di Manco II erano una milizia composta soprattutto da contadini addestrati in modo superficiale. Questa era la tecnica base usata nell'impero Inca, dove il servizio militare faceva parte dei doveri di tutti gli uomini sposati tra i 25 ed i 50 anni di età. In combattimento questi soldati venivano organizzati per gruppo etnico, ed erano condotti dai propri capi tribù, chiamati kuraka. Le armi usate comprendevano armi da combattimento corpo a corpo quali mazze, clave e lance, così come armi a lungo raggio quali frecce, giavellotti e fionde; l'equipaggiamento protettivo comprendeva elmi, scudi ed armature di cotone compresso.
Con questo armamento i guerrieri Inca erano svantaggiati rispetto agli spagnoli, dato che le loro clave in legno e le mazze con teste di pietra o bronzo riuscivano raramente ad uccidere gli spagnoli. Le fionde ed altre armi a lungo raggio erano a volte più efficaci grazie alla precisione dei tiratori ed alla dimensione dei proiettili. Nonostante questo i guerrieri Inca non avevano possibilità contro la cavalleria spagnola in campo aperto, così decisero di combattere su terreni accidentati, scavando pozzi al fine di diminuire la mobilità dei cavalli.
Ad Ollantaytambo gli Inca si affidavano alle fortificazioni per combattere gli spagnoli. La principale strada d'accesso alle montagne era il fiume Urubamba, che collegava il sito con Machu Picchu ad ovest, e con Pisaq e Cuzco ad est. Dopo la rivolta Manco II fortificò le entrate orientali per respingere gli attacchi provenienti dalla vecchia capitale, ora occupata dagli spagnoli. La prima linea di difesa consisteva in una salita ripida di terrazzamenti a Pachar, vicino alla confluenza dei fiumi Anta ed Urubamba. Dietro a questa salita gli Inca incanalarono l'Urubamba per fargli attraversare la valle da destra a sinistra e ritorno, formando due linee d'acqua davanti alle mura di Choqana sulla riva sinistra e di 'Inkapintay su quella destra. Dopo l'acqua, nella pianura di Mascabamba, undici alte terrazze chiudevano la valle tra le montagne ed un profondo canyon formato dall'Urubamba. Il solo modo per proseguire era quello di usare la porta di T'iyupunku, un resistente muro difensivo in cui si aprivano due porte strette. Nel caso che queste porte fossero state superate, la collina del Tempio, un centro religioso circondato da alte terrazze che dominavano Ollantaytambo, avrebbe fornito l'ultima linea di difesa.
Davanti a questi ostacoli la spedizione spagnola dovette oltrepassare il fiume molte volte combattendo spesso. Il grosso dell'esercito Inca affrontò gli spagnoli dall'alto di alcune terrazze che sovrastavano la pianura dell'Urubamba. Numerosi assalti spagnoli alle terrazze fallirono sotto una pioggia di frecce, fiondate e massi lanciati dai terrazzi sui due fianchi nemici. Per poter attardare la cavalleria spagnola, la loro arma più potente, gli Inca allagarono la pianura usando i canali preparati in precedenza; alla fine l'acqua raggiunse il sottopancia dei cavalli. A questo punto gli Inca contrattaccarono; alcuni di loro usarono le armi degli spagnoli catturati nei precedenti scontri, quali spade, scudi, armature e perfino cavalli, uno dei quali fu cavalcato dallo stesso Manco II. Messo di fronte ad una situazione ormai compromessa, Hernando Pizarro ordinò una ritirata; grazie all'arrivo della notte gli spagnoli fuggirono lungo la valle dell'Urubamba con gli Inca all'inseguimento, raggiungendo Cuzco il giorno seguente.

## Campo di battaglia

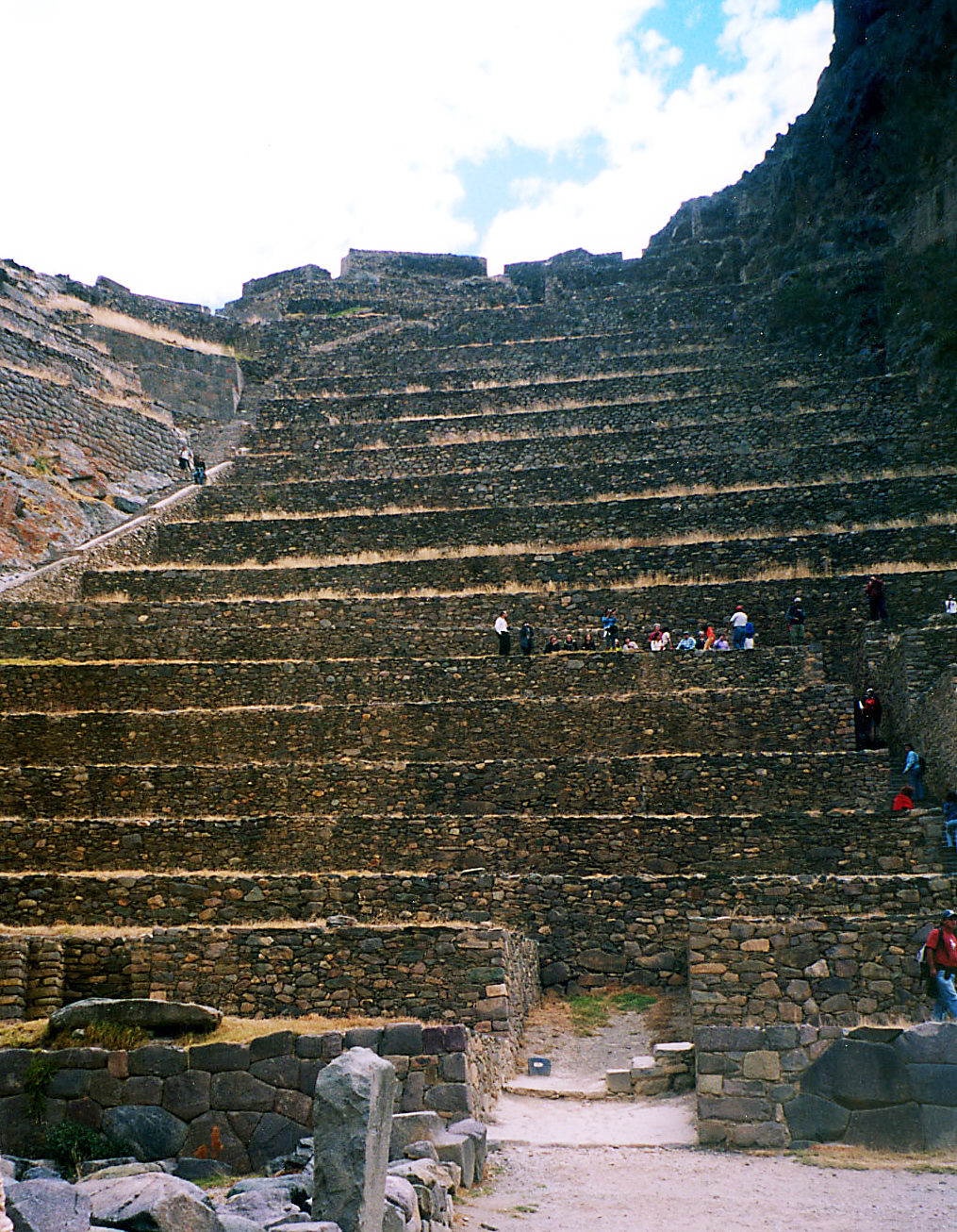
Terrazzamenti Inca di Ollantaytambo

Si è aperto un vivace dibattito sull'esatta località in cui avvenne lo scontro. Secondo l'esploratore canadese John Hemming, le forze spagnole occuparono una pianura tra Ollantaytambo ed il fiume Urubamba, mentre il principale esercito Inca si trovava nella cittadella di Ollantaytambo che dominava la città, protetto da diciassette terrazze. L'architetto svizzero Jean-Pierre Protzen, invece, sostiene che la topografia della città e l'area circostante non si adattino ai racconti contemporanei della battaglia. Un anonimo testimone oculare sostiene che l'esercito Inca occupasse un gruppo di 11 terrazze, non diciassette; mentre una cronaca di Pedro Pizarro descrive una porta fiancheggiata da mura come unica via d'accesso alle terrazze. Protzen pensa che queste descrizioni alludano alle 11 terrazze della pianura di Mascabamba, nei pressi di Ollantaytambo, dove si trova anche la porta fortificata di T'iyupunku. In questo luogo gli spagnoli sarebbero stati circondati dalle terrazze davanti, dal fiume Urubamba a sinistra, e da una collina chiamata Cerro Pinkulluna a destra, formando i tre lati da cui sarebbero stati attaccati in battaglia. Se l'ipotesi di Protzen fosse corretta, il fiume fatto straripare sarebbe l'Urubamba, e non il suo piccolo affluente, il Patakancha, che costeggia la città di Ollantaytambo.

## Conseguenze
Il successo di Ollantaytambo incoraggiò Manco II a tentare la riconquista di Cuzco. Gli spagnoli però scoprirono l'esercito Inca concentrato nei pressi della città ed organizzarono un attacco notturno che provocò gravi perdite tra gli Inca. Il 18 aprile 1537 un esercito spagnolo guidato da Diego de Almagro tornò da una lunga spedizione in Cile e si occupò di Cuzco. Almagro imprigionò Hernando Pizarro ed il fratello Gonzalo dato che voleva la città per sé; buona parte delle truppe spagnole e dei nativi si unirono a lui. In precedenza aveva tentato di intavolare un negoziato con Manco II, ma il tentativo fallì dato che gli eserciti si scontrarono a Calca, nei pressi di Cuzco. Dato che Almagro aveva portato rinforzi, Manco II decise che la sua posizione ad Ollantaytambo non era più sicura essendo troppo vicina a Cuzco, ed arretrò ad est fino a Vitcos. Almagro inviò il proprio luogotenente Rodrigo Orgóñez all'inseguimento con 300 spagnoli e molti ausiliari indiani. Orgoñez occupò e saccheggiò Vitcos nel luglio del 1537, catturando numerosi prigionieri, ma Manco riuscì a fuggire. L'imperatore si rifugiò nella remota Vilcabamba dove continuò ad esistere uno stato Inca fino alla cattura ed all'esecuzione di Túpac Amaru, ultimo imperatore Inca, nel 1572.